# 광교중앙역
광교중앙(아주대)역(Gwanggyojungang (Ajou University) Station, 光敎中央(亞洲大)驛)은 경기도 수원시 영통구 이의동에 있는 신분당선의 전철역이다. 인근에 아주대학교가 있다.

## 연혁
- 2015년 9월 4일 : 사용개시 고시[1]
- 2016년 1월 30일 : 신분당선 연장선 개통과 함께 영업 개시
- 2016년 4월 29일 : 광교중앙역 버스 환승센터 개장

## 역 구조
지하 1층에는 버스 환승센터가, 지하 2층에는 신분당선 맞이방이 있다. 승강장은 지하 3층에 2면 4선의 쌍섬식 승강장을 갖추고 있으며, 스크린도어가 설치되어 있다.

### 승강장
| ↑ 상현         |
| 2 \| 3 \|      |
| 광교/ 미개통 ↓ |

| 상행 | ● 신분당선 | 미금·강남·신사 방면 |
| 하행 | ● 신분당선 | 광교 방면           |

연결선

## 역 주변
| 나가는 곳 | 방면                                                                        |
| --------- | --------------------------------------------------------------------------- |
| 1         | 광교호수공원 신풍초등학교 광교우체국 수원다산중학교 광교체육센터 아주대학교 |
| 2         | 광교고등학교 광교1동행정복지센터 광교파출소                                 |
| 3         | 연무중학교 다산공원삼거리 광교고사거리                                      |
| 4         | 경기도청 이의119안전센터 산의초등학교 산의초등학교사거리                    |

## 역명 논란
이 역 앞에 건설되는 신청사로 경기도청의 이전이 완료됐다. 개통 이전에는 통칭 '경기도청역'으로 불렸고 주민들은 '경기도청역' 역명 사용을 원했지만 경기도청 준공보다 먼저 개통될 예정이어서 논란이 있었다. 결국 광교중앙(아주대)역으로 확정 고시되었다.

## 광교중앙역 환승센터
광교중앙역 지하 1층에 위치한 버스 환승센터는 대한민국 최초 지하 환승센터로, 2016년 4월 29일에 운영을 개시하였다.

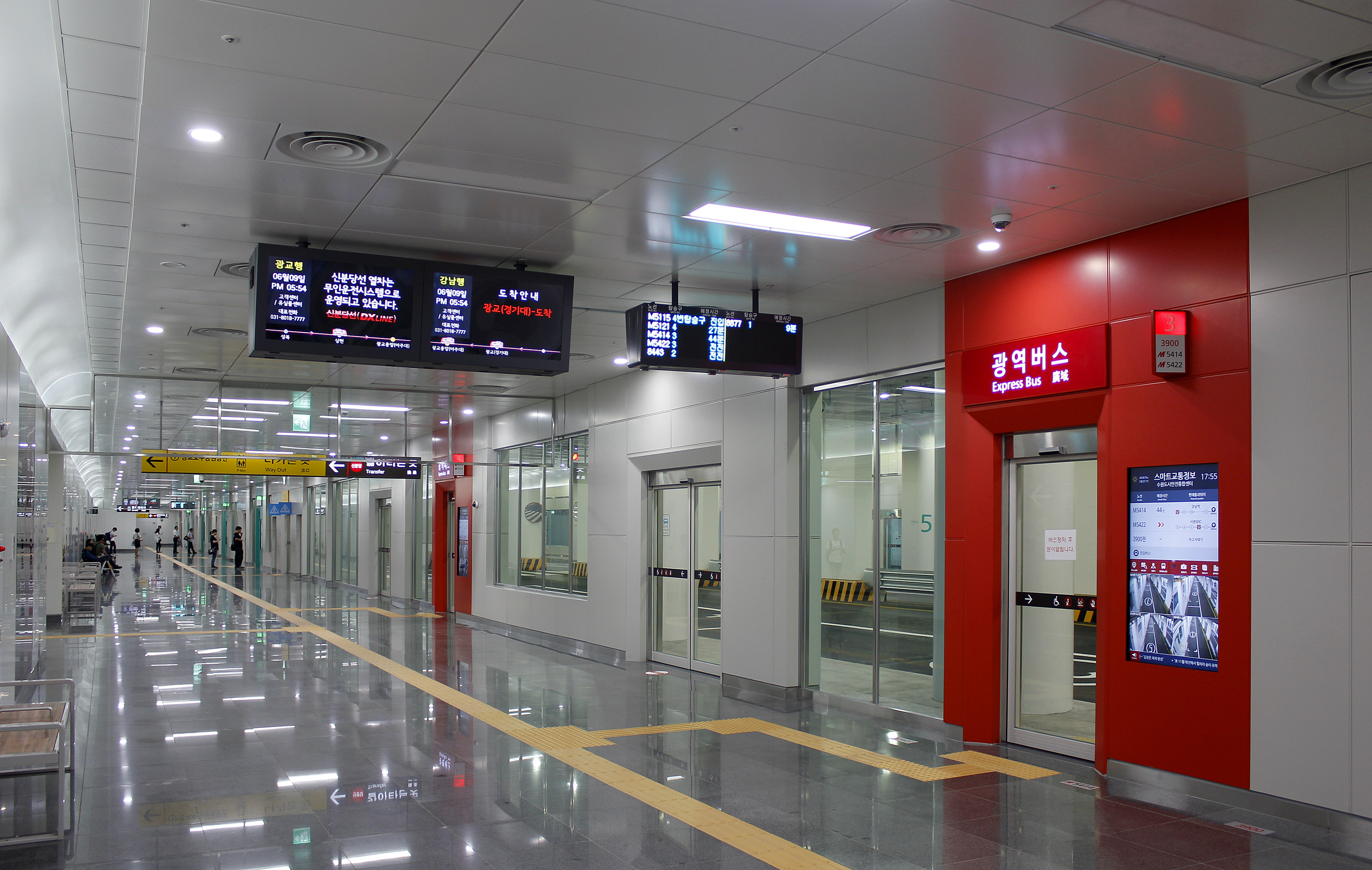
광교중앙역 환승센터

| 게이트 번호 | 1               | 2                   | 3            | 4            | 5           | 6    | 7      | 8              |
| ----------- | --------------- | ------------------- | ------------ | ------------ | ----------- | ---- | ------ | -------------- |
| 방면        | 인천공항2터미널 | 시외버스            | 강남역       | 서울역       | 광교        | 광교 | 경기대 | 아주대         |
| 노선 번호   | A8877           | R8443, R8478, R8857 | M5414, M5422 | M5115, M5121 | 18, 201, 81 | 670  | 5-4    | 19, 32-3, 32-4 |

## 사진

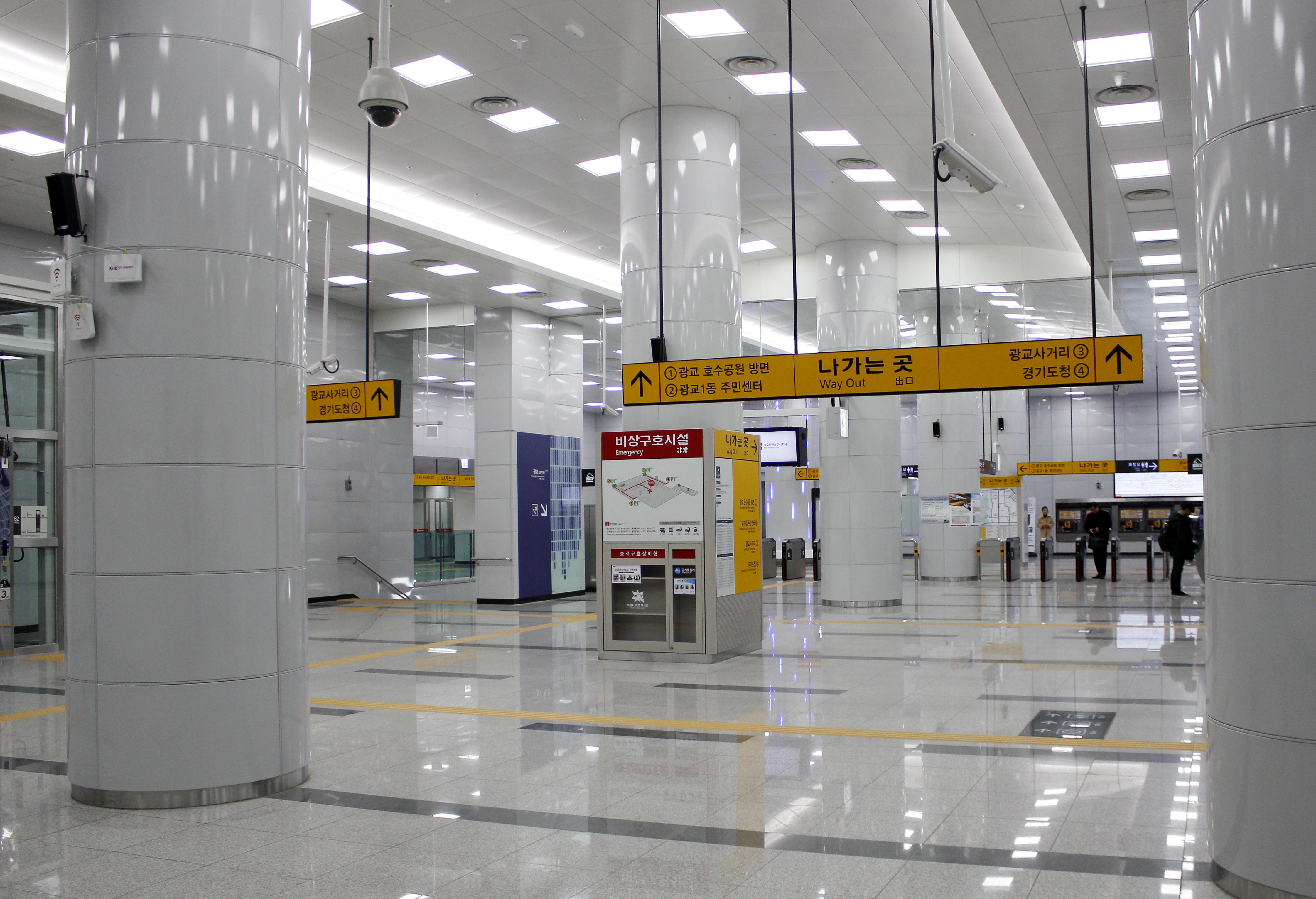
대합실
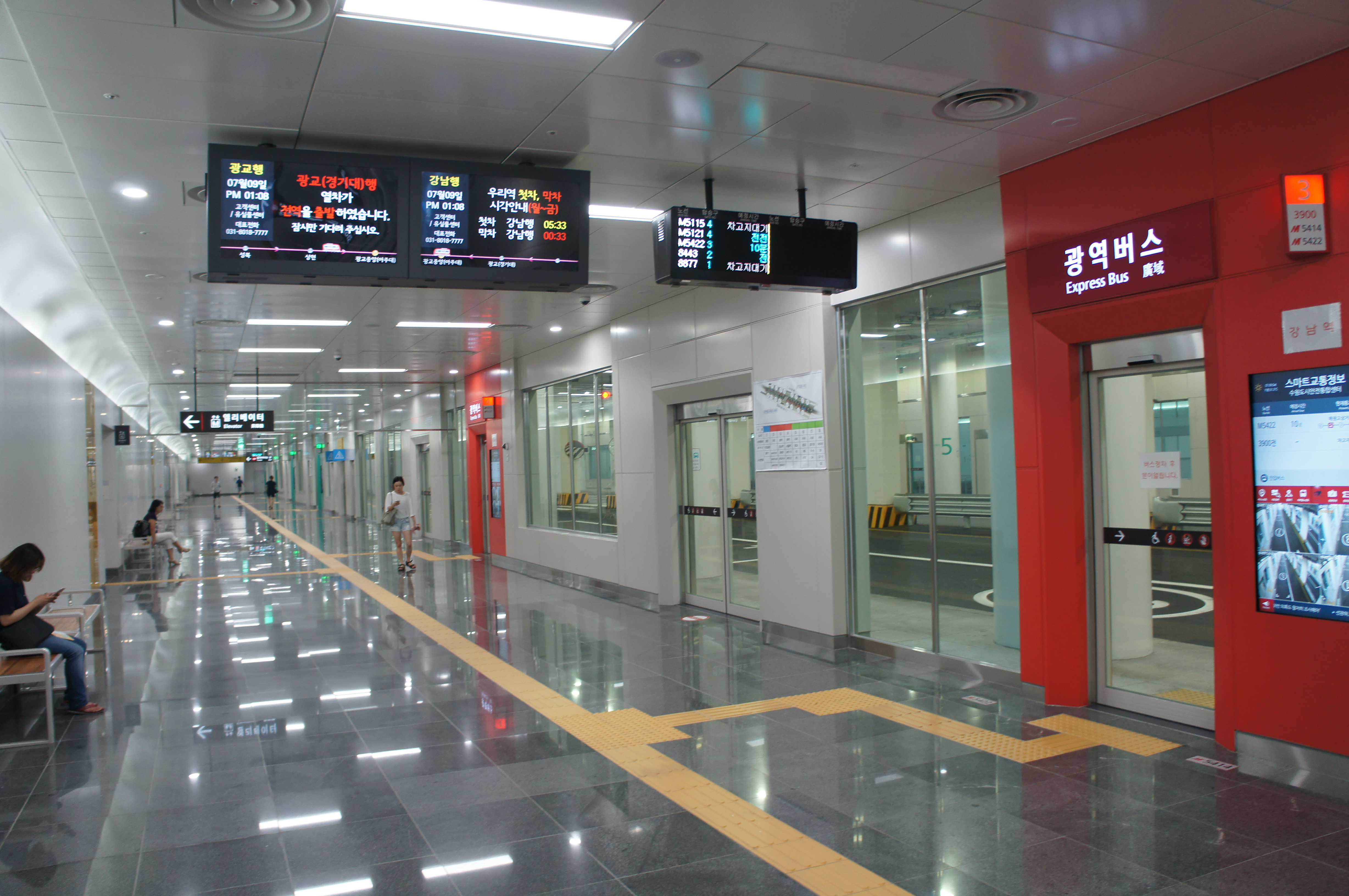
광교중앙역 버스 환승센터
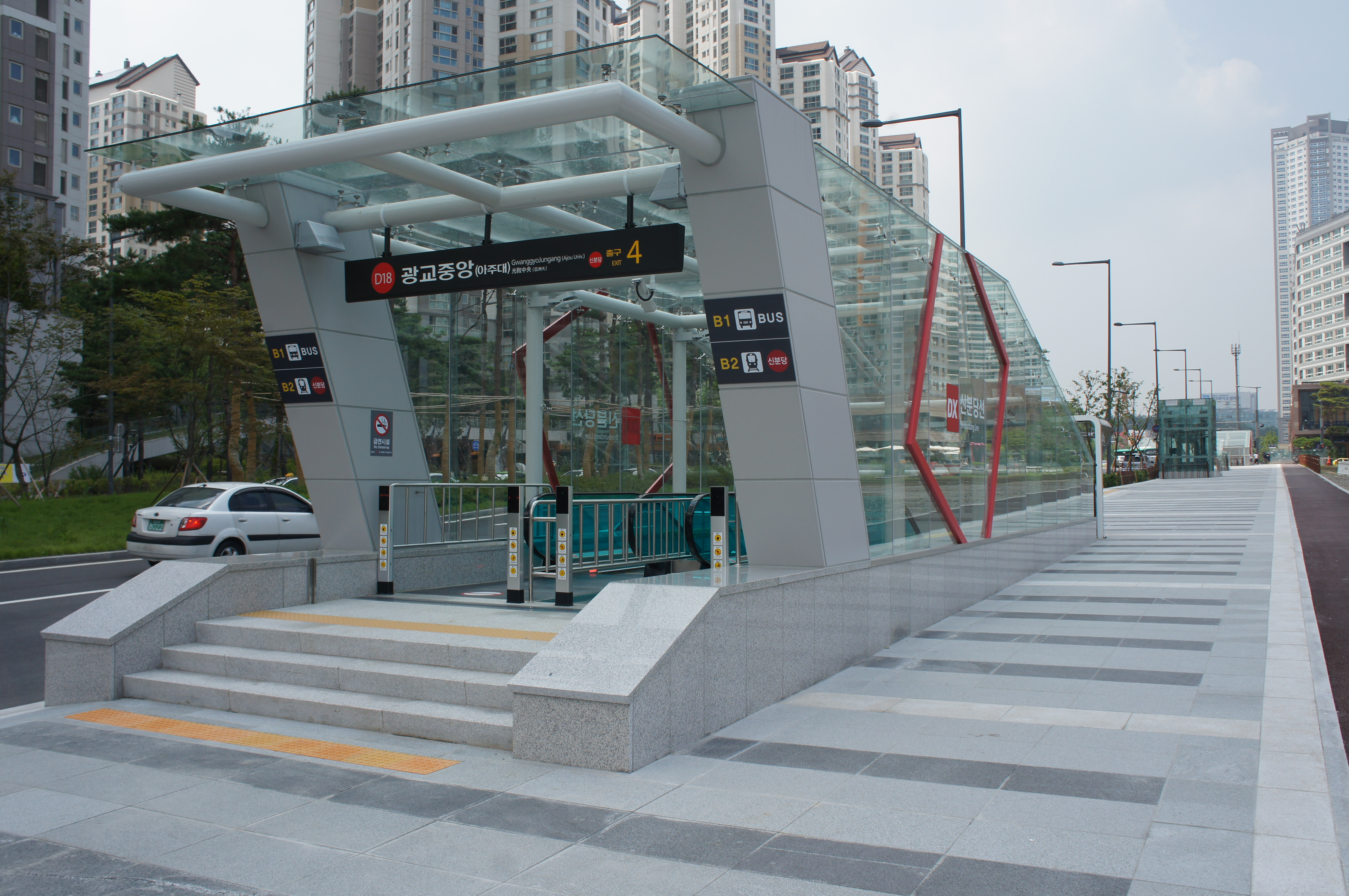
3번 출구
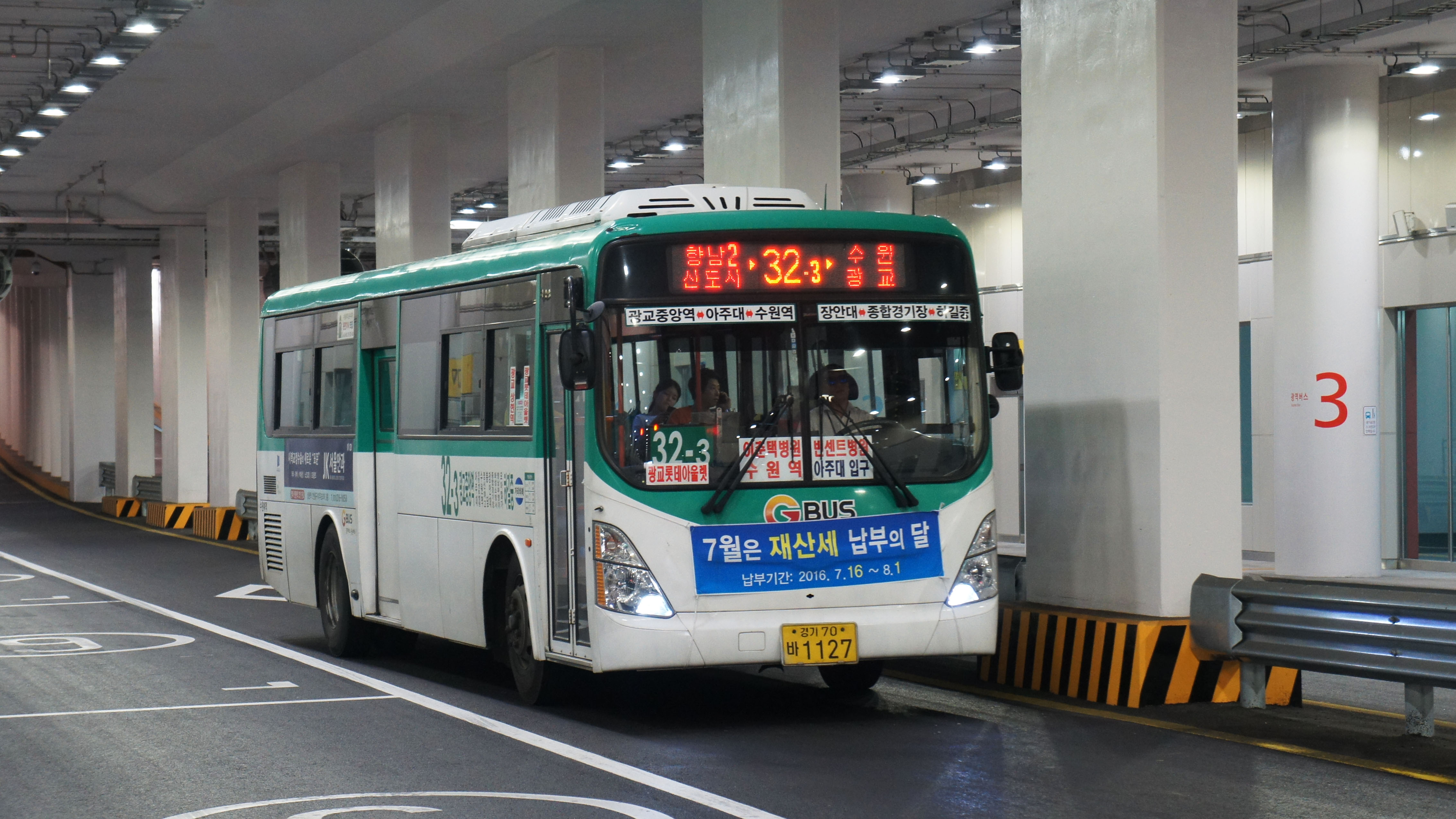
광교중앙역 환승센터를 통과하고 있는 32-3번 버스.

## 인접한 역
| 신분당선           | 신분당선   | 신분당선      |
| ------------------ | ---------- | ------------- |
| D17 상현 신사 방면 | ● 신분당선 | D19 광교 방면 |